# Cornelius Schonaeus
Cornelius Schonaeus (Gouda, 1540 - Haarlem, 23 november 1611), geboren als Cornelis Schoon, was een Noord-Nederlandse classicus, dichter, toneelschrijver, (gymnasiaal) rector en onderwijsbestuurder. Hij is bekend geworden als schrijver van Latijns schooltoneel met een bijbels thema.

## Leven
Schonaeus werd geboren als de oudste zoon van de metselaar Adriaen Corneliszoon Schoon en Machtelt Claesdochter. Zijn eerste onderwijs kreeg hij op de Latijnse school te Gouda en mogelijk later ook - zo veronderstelt Van der Venne - te Utrecht. Hij studeerde aan de universiteit te Leuven. Zijn aanstelling tot leraar aan de Latijnse school van Haarlem vond waarschijnlijk in 1564 plaats. In 1572 werd hij benoemd tot rector van de Latijnse school in Den Haag. In 1574 keerde hij terug naar Haarlem en werd daar rector als opvolger van Mr. Cornelis Jacobs Ketel. In opdracht van de Staten van Holland schreef hij een Latijnse Grammatica, een bewerking van Valerius' Institutiones Grammaticae, die omstreeks 1580 is uitgegeven.
In 1609 legde hij zijn functie als rector van de Latijnse School neer. In 1565 of 1566 trouwde hij met de eveneens uit Gouda afkomstige Weyntgen Jacobsdochter (van) Blyenburg. Uit dit huwelijk werden minstens zeven kinderen geboren.

## Werken
Naast Latijnse gedichten schreef Schonaeus gedurende zijn leven 18 dramata scholastica, Neolatijnse schooltoneelstukken. Hij koos vaak Bijbelse thema’s voor zijn toneelstukken, omdat die hem als pedagoog een meerwaarde boden, en niet zozeer omdat hij de klassieke Romeinse dichters niet geschikt achtte voor de jeugd. Schonaeus kreeg de bijnaam Terentius Christianus ('christelijke Terentius'), naar de Romeinse blijspeldichter Publius Terentius Afer.

### Vroegste drama's
Schonaeus schreef zijn eerste Neolatijnse drama's toen hij lesgaf aan de Latijnse school in Haarlem. Hij liet elk jaar een stuk opvoeren door zijn leerlingen. Zijn eerste Neolatijnse toneelstuk Tobaeus (in het Nederlands 'Tobias', naar het verhaal uit het deuterocanonieke boek Tobit) werd in 1568 opgevoerd en verscheen in 1569 in druk. Schonaeus' Tobaeus werd meer dan 50 keer herdrukt en het werd vertaald in het Engels, Duits, Deens en Pools. 
Schonaeus' Nehemias. De instauratione Hierosolymae comoedia sacra (een 'bijbels toneelstuk' over de verwoesting en wederopbouw van Jeruzalem) en zijn Saulus Conversus (over de bekering van de apostel Paulus) verschenen in 1570.
In 1572 werd Schonaeus' Naaman gepubliceerd, naar een verhaal uit 2 Koningen 5 over de Aramese legeroverste Naäman die door de profeet Elisa wordt genezen van huidvraat.

### Latere drama's
Andere oudtestamentische Bijbeldrama’s van zijn hand waren:
- Josephus ('Jozef', 1590).
- Iuditha ('Judith', 1592).
- Daniel ('Daniël', 1596).
- Susanna (over de onschuldig belasterde vrouw Susanna, 1599).

Schonaeus' schreef ook Bijbelse drama's met een onderwerp uit het Nieuwe Testament:
- Triumphus Christi (over de opstanding van Christus, 1599).
- Typhlus (over de genezing van de blindgeborene, 1602).
- Pentecoste ('Pinksteren', 1602).
- Ananias (over Ananias uit Damascus, 1602).
- Baptistes ('Johannes de Doper', 1603).

### Kluchten
Verder schreef Schonaeus enkele fabulae ludicrae, kluchten:
- Pseudostratiotae ('Nepsoldaten', 1592).
- Cunae ('Wieg', 1596).
- Vitulus ('Kalfsvel', 1596).
- Dyscoli ('Kwajongens', 1603; een bewerking van het Neolatijnse toneelstuk Rebelles ('Rebellen') van Macropedius).

### Laatste toneelstuk
Schonaeus' laatste toneelstuk, Fabula comica, werd opgevoerd tijdens een Rederijkersfeest in Haarlem in 1606, waar verder alleen Nederlandstalige stukken opgevoerd werden. Het gelegenheidsstuk is deels in het Latijn, deels in het Nederlands geschreven. Tijdens het Rederijkersfeest zamelde men geld in voor een bejaardenhuis in Haarlem.